# Distretto di Nogoonnuur
Il distretto di Nogoonnuur è uno dei quattordici distretti (sum) in cui è suddivisa la provincia del Bajan-Ôlgij, in Mongolia. Conta una popolazione di 6.375 abitanti (censimento 2009). 